# عدد السنوات المصححة بجودة الحياة

عدد السنوات المصححة بجودة الحياة (QALY) هو مقياس عبء المرض، متضمنًا جودة وكمية الحياة المعيشة. حيث يستخدم لتقييم قيمة الأموال المقدمة في مقابل التدخل الطبي. يتطلب هذا النموذج سلوك مستقل المنفعة، وغير حساس للمخاطر، وسلوك المقايضة النسبي الثابت.
ويعتمد المقياس على عدد سنوات الحياة التي ستضاف في حالة التدخل. يتم تعيين لكل عام من الصحة المثالية قيمة 1.0 وتتدرج تنازليًا لتصل إلى قيمة 0.0 للموت. فإذا لم يتمكن الفرد من عيش السنوات الإضافية في صحة ممتازة، فإذا خسر المريض أحد أطرافه على سبيل المثال، أو إذا كان أعمى أو كان عليه استخدام كرسي مدولب، فإن سنوات الحياة الإضافية تُعطى قيمة بين 0 و1 لتفسيرها. ووفقًا لطرق معينة، مثل إي كيو-5 دي (EQ-5D) فإن مقياس السنوات المصححة بجودة الحياة قد يعطي رقمًا سلبيًا.

## الاستخدام
غالبًا ما يستخدم المقياس في تحليل فائدة التكاليف لحساب نسبة التكاليف إلى السنوات المصححة بجودة الحياة الموفرة لتدخل معين في الرعاية الصحية. ثم يستخدم هذا لتخصيص موارد الرعاية الصحية، بتدخل ذي تكلفة أقل لنسبة السنوات المصححة بجودة الحياة الموفرة (فعالية التكاليف الإضافية) "ICER" والتي يتم تفضيلها على التدخل بنسبة أعلى.

## المعنى
يعد معنى السنوات المصححة بجودة الحياة وفائدته محل جدل. فمن الصعب تعريف الصحة المثالية، إذا لم يكن مستحيلاً. فيرى البعض أن هناك حالات صحية أسوأ من الموت، ولذلك يجب أن يتضمن طيف الصحة قيمًا سلبيةً (في الواقع، أدرج بعض اقتصاديي الصحة قيمًا سلبية في الحسابات). يعتمد تحديد مستوى الصحة على التدابير التي يقول البعض إنها تصب تركيزًا غير متناسب على الألم الجسدي أو الإعاقة وليس الصحة العقلية.[بحاجة لمصدر] لا تظهر آثار صحة المريض على نوعية حياة الآخرين (مثل مقدمي الرعاية أو الأسرة) في هذه الحسابات.

## الحساب
ويعد مقياس السنوات المصححة بجودة الحياة مقياسًا لقيمة النتائج الصحية. ونظرًا لأن الصحة وظيفة تؤدي إلى طول الحياة وجودتها، تم تطوير مقياس السنوات المصححة بجودة الحياة في محاولة للجمع بين قيمة هذه الصفات في رقم قياسي فردي. تتميز الفكرة الأساسية التي بني عليها المقياس بالبساطة: فتفترض أن عامًا من حياة بصحة مثالية يساوي 1 QALY (1 عامًا من الحياة × 1 قيمة المنفعة = 1 QALY) وأن عامًا من حياة في حالة صحية أقل من المثالية تساوي أقل من 1. ولتحديد قيمة QALY دقيقة، فيكفي ضرب قيمة المنفعة مرتبطة بالحالة الصحية في السنوات التي عاشها بتلك الحالة. ولذلك، يتم التعبير عن السنوات المصححة بجودة الحياة فيما يتعلق بـ «سنوات الصحة المثالية»: نصف عام من الصحة المثالية يعادل 0.5 QALY (0.5 سنوات × 1 منفعة)، وبالمثل مع عام 1 من العيش في وضع تكون المنفعة فيه 0.5 (مثل طريح الفراش) (1 عام × 0.5 منفعة). ومن ثم فإن مقياس السنوات المصححة بجودة الحياة يتم دمجه مع التكاليف الطبية من أجل التوصل إلى قاسم نهائي مشترك للتكلفة/للسنوات المصححة بجودة الحياة. ومن الممكن استخدام هذا المقياس لتقديم تحليل فعالية التكاليف لأي علاج. ومع ذلك، فإن المشكلة البارزة لحساب السنوات المصححة بجودة الحياة تكمن في الطبيعة العددية للأجزاء المكونة لها. وتعتمد ملاءمة العملية الحسابية له على جوهر مقياس المنفعة: ففي الوقت الذي يتم فيه التعبير عن سنوات الحياة في مقياس نسبة بصفر صحيح، فإن المنفعة هي مقياس فاصل يكون الصفر فيه قيمة تحكيمية تدل على الموت. وحتى تتمكن من الحصول على نتائج مترابطة، يجب التعبير عن المقياسين بنفس وحدات القياس. وتعرض الطبيعة المختلفة لهذين العاملين معنى عدد السنوات المصححة بجودة الحياة وتفسيرها للخطر. ويكفي التحول الخطي العام البسيط لمقياس المنفعة لإظهار أن نتائج الضرب ليست ثابتة. رياضيًا، يتم التوصل إلى حل لهذه القيود عن طريق الحساب البديل للسنوات المصححة بجودة الحياة عن طريق العمليات مع الأعداد المركبة المتجذرة في مبرهنة فيثاغورس المشهورة.

## الوزن
غالبًا ما يتم تحديد قيم «الوزن» بين 0 و1 بطرق مثل:
- مقاصة الوقت (TTO): يطلب من المجيبين الاختيار بين البقاء في حالة من اعتلال الصحة لفترة من الوقت، أو التمتع بصحة مثالية ولكن مع قصر العمر المتوقع.
- مقامرة معيارية (SG): يطلب من المجيبين الاختيار بين البقاء في حالة من اعتلال الصحة لفترة من الوقت، أو اختيار التدخل الطبي الذي يمنحك فرصة إما استعادة الصحة المثالية، أو الموت.
- المقياس التمثيلي البصري (VAS): يطلب من المجيبين تقييم حالة اعتلال الصحة على مقياس من 0 إلى 100، حيث يمثل 0 الوفاة وتمثل 100 الصحة المثالية. وتمتاز هذه الطريقة بأنها الأسهل، ولكنها في الوقت ذاته غير موضوعية.

ومن الطرق الأخرى المستخدمة في تحديد الوزن المرتبط بحالة صحية معينة هو استخدام أنظمة وصفية معيارية مثل استبيان مجموعة يوروكول إي كيو-5 دي، الذي يصنف الحالات الصحية وفقًا للأبعاد التالية: التنقل والرعاية الذاتية، والأنشطة المعتادة (مثل أنشطة العمل والدراسة، والواجبات المنزلية أو الترفيه)، والألم/الانزعاج والقلق/الاكتئاب.
ومع ذلك، يمكن للوزن المخصص لحالة معينة أن يتباين تباينًا كبيرًا، اعتمادًا على الشرائح التي تملأ هذا الاستبيان. أولئك الذين لا يعانون من وطأة مرض أثناء السؤال سوف، في المتوسط، يفرطون في المبالغة في تقدير التأثير الضار على جودة الحياة، مقارنة بأولئك الذين يعانون.

## الجدل
تعد الطريقة التي يتم تصنيف التدخلات بها على أساس تكلفتها لكل نسبة السنوات المصححة بجودة الحياة المكتسبة (أو فعالية التكاليف الإضافية) محل جدل لأنها تتضمن التفاضل شبه -النفعي لتحديد من الذي سيتلقى العلاج ومن الذي لن يتلقاه. ومع ذلك، يجادل مؤيدوه إنه نظرًا لمحدودية موارد الرعاية الصحية، فإن هذه الطريقة تسمح بتخصيصها بحيث تكون مثالية تقريبًا للمجتمع، بما في ذلك معظم المرضى. ومن المخاوف الأخرى، أنها لا تأخذ في اعتبارها قضايا المساواة مثل التوزيع العام للحالات الصحية. كما يقول الكثيرون إنه إن تساوت كل الأمور، فإن المرضى الذين يعانون من حالات خطيرة يجب أن تكون لهم أولوية على المرضى الذين تكون حالتهم أقل خطورة، إذا كان كلاهما سيحصلان على نفس الزيادة المطلقة في المنفعة.
ابتكر مقياس السنوات المصححة بجودة الحياة على يد اثنين من اقتصاديي الصحة عام 1956 وهما: كريستوفر كاندل وكارلوس مكارتني.